# 그리프스 극단

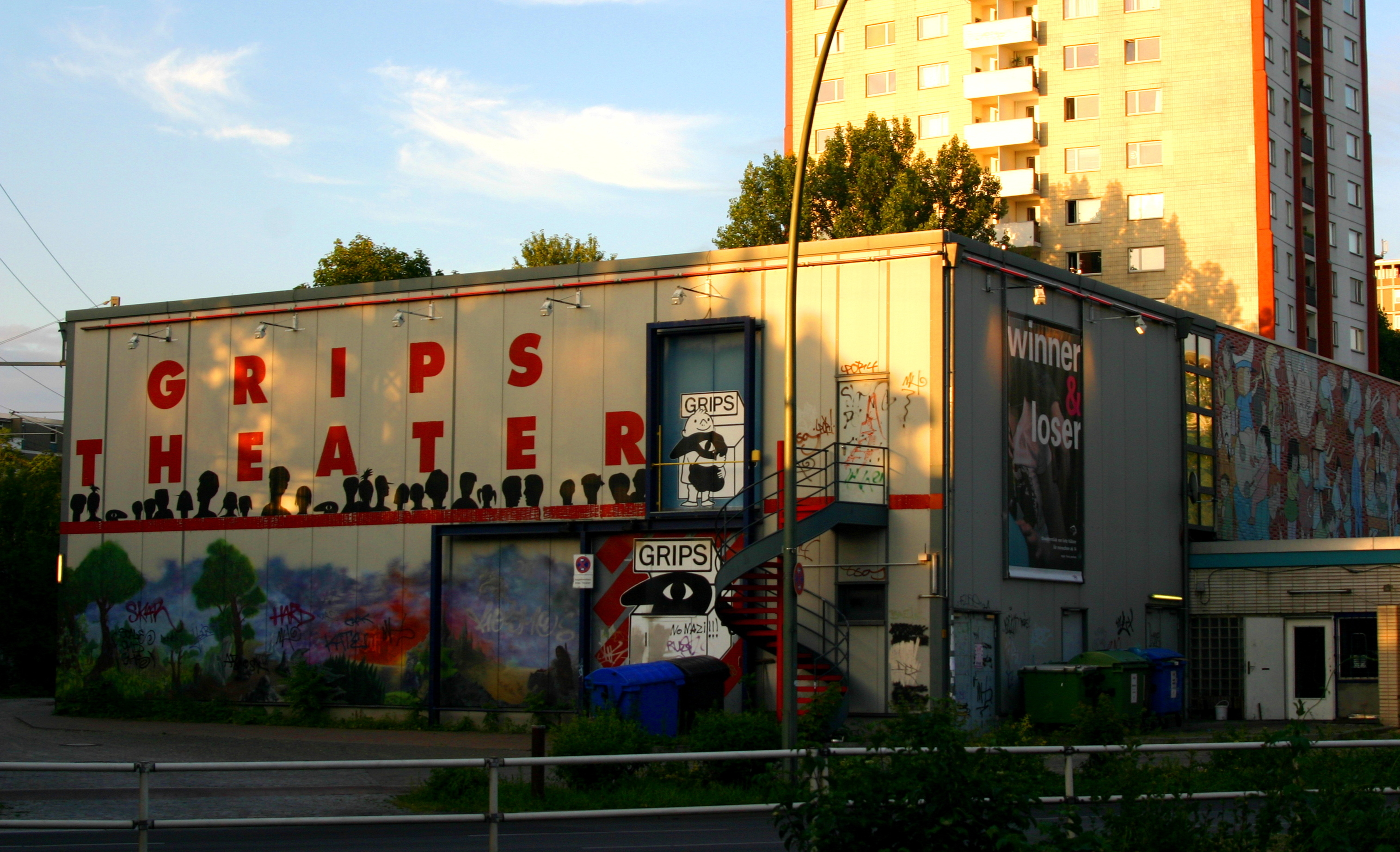

그리프스 극단(Grips-Theater)은 독일의 어린이 극단이자 극장이다. 베를린 한자광장 (Hansaplatz)에 위치한다. 지하철 1호선 (독일의 뮤지컬)이 이곳에서 생겨났다. 그리프스는 독일어로 '깨어있는 정신'을 뜻한다.